# جائزة ماليزيا الكبرى للدراجات النارية 2006
جائزة ماليزيا الكبرى للدراجات النارية 2006 هو سباق دراجات نارية أقيم بتاريخ 10 سبتمبر 2006 في حلبة سيبانغ الدولية. كان الجولة الثالثة عشر من أصل 17 في سباق الجائزة الكبرى للدراجات النارية موسم 2006. فاز الإيطالي فالنتينو روسي بفئة الموتو جي بي بينما جاء الإيطالي لوريس كابيروسي في المركز الثاني وحصل على المركز الثالث الإسباني داني بيدروسا.

## وصلات خارجية
- الموقع الرسمي